# دايث كاب فور كيوتي
دايث كاب فور كيوتي (سيارة للأجرة للطيف) هي فرقة موسيقية من بالينجام ولاية وشنطن. يأتي اسم الفرقة من أغنية هجائية من الفرقة «ثي بانزو دو-داه باند». أسلوب موسيقاتهم هو «اندي» (من الكلمة الإنجليزية لمستقل: انديباندنت) ويتميز بأنغامها القيثارية، مزاجها الحلمية، ومواضيع شعر الغنائي مثل الحنين، والأسى، والشباب.
```
أعضاء هذه الفرقة هم:
بنجامن جيبارد- قيثارة، أغاني 
كريس والا- قيثارة
نيكولاس هارمر- قيثارة البص
مايكل شور- طبول
```

## تاريخ
في الأول كان دايث كاب فور كيوتي مشروع مستقل لبنجامن جيبارد عندما كان عازف القيثارة للفرقة «بينفيل». كان أول مجمع اغاني للفرقة هو «يو كان بلاي ثيز سانجس ويث كاوردز» (حرفيا «تستطيع ان تعزف هذه الاغاني بسلم موسيقية») كان استقبال الالبوم جيدا ولذلك قرر جيبارد إنشاء فرقة حقيقية. أصبح كريس والا عازف القيثارة وعضو الثاني للفرقة (قد ساهم في تسجيل «يو كان بلاي») وبعد ذلك انضم نيكولاس هارمر ونيثان جود. اصدرت الفرقة البومهم الأول: سامثينغ أبوت ايرباينز (حرفيا: شيء ما عن الطائرات) في سنة 1998. تأثر الالبوم على المجتمع الموسيقية المستقلة بشكل ايجابية.
تابع في سنة 2000 الالبوم «وي هاف ثا فاكتس اند وير فوتينغ ياس» (حرفيا: لدينا الحقائق فسنصوت بـ«نعم») ترك جود الفرقة خلال تسجيل الالبوم وحافظت الفرقة على بعض ما ساهم وعزف جيبارد الطبول للاغاني الباقية.
تستطيع ان تسمع عازف الطبول الجديد، مايكل شور، على البوم «فوربدن لاف» (حب ممنوع) مسجل في خريف 2000. كان اسم البومهم التالي هو «ثا فوتو البوم» (البوك الصور). تحوي هذا البوم مجمع من اغاني عن ذكريات الشباب والسفر ومواضيع أخرى.
بعد تبديل عازفهم الطبول مرة أخرى (انضم جاسن مكجاير) في سنة 2003، اصدرت دايث كاب البومهم «ترانزاتلانتيسيزم» (عبر المحيط الأطلسية) في أكتوبر. كان الاستعراضات النقاد للالبوم وأيضا الاستقبال العام ايجابية جدا. باعت الفرقة 25000 البومات خلال أول سنة صدورها. انضمت بعض اختيارات من الالبوم في البومات لافلام وسلسلة تلفزية متنوعة مثل «ثي أو سي» و«سكس فين اندر»
اما بنجامن جيبارد، فاصدر البوم الاكترونية كإنتاج مشروع مستقل اسمها «ثي بوستال سرفيز» مع الالبوم «جيف اب».
في نوفمبر 2004, وقعت الفرقة عقد مع اتلانتيك راكوردز. كان هذا تحويل في فلسفة شخصية لجيبارد الذي قد قال بان الشركة الموسيقية الكبرى هي «مستعدة لاستغلالك ولاخذ كل فلوسك.» يوجد دائما توتر داخل المجتمع الموسيقية المستقلة حول دور الشركات الكبرى في شؤون فرقات التي نجحت إلى حد ما مع شركات صغرى والآن تريد ان تتوسع تعرضها.
أول أغنية مستقلة التي اصدرتها اتلانتيك كانت «سول ميتز بادي» (حرفيا: روح تقبل الجسم) وبعدها ظهرت البومهم الرابع «بلانز» (خطط). كانت بلانز محبوب بمستمعون وفازت جائز جرامي لـ«احسن البوم الترناتيف»

## دايث كان وروح الشباب
يعترفون كثير من النقاد ومستمعون بان تمثل موسيقة دايث كاب روح واحساس التي تتمييز عصر الشباب. يقول برايون هاو:
«هناك نوع من الحالة العقلية متميز بشدتها وزوالها التي اري كثيرا ما في وجوه الشباب عمرهم اقل من عمري... يعشون في زمان ما بين الاستقلال من قيود آباءهم ورتابة البلوغ. بعد سنوات في المدرسة لا يزال تفهم الحاية كنهر التي تجري حتى هدف ما ولا تدرك ان هذا التيار سيتركك. هذا التوتر الذي ينبع من هذا حالة غير مستقرة، يجعل المراهقة زمان ذات العاطفة والغبطة...يستطيع بنجامن جيبارد ان يجمع هذه العواطف، هذه» تفجيرات بعيدة«ويكتب منها اغاني بوب.»

## تاريخ البومات
- Something About Airplanes (1998)
- You Can Play These Songs with Chords (1999)
- We Have the Facts and We're Voting Yes (2000)
- The Photo Album (2001)
- Transatlanticism (2003)
- Plans (2005)

### EP s
- The Forbidden Love E.P. (2000)
- The Stability E.P. (2002)
- Studio X Sessions E.P. (2004)
- The John Byrd (2005)

## Singles
| Année | Titre                             | Position   | Position        | Position            | Single Release                  | Album            |
| Année | Titre                             | US Hot 100 | US Modern Rock ‏ | يو كاي سنغلس تشارتس | Single Release                  | Album            |
| ----- | --------------------------------- | ---------- | --------------- | ------------------- | ------------------------------- | ---------------- |
| 2004 ‏ | "The Sound of Settling"           |            | #37             |                     | The Sound of Settling           | Transatlanticism |
| 2004 ‏ | "Title and Registration"          |            |                 |                     | Title And Registration          | Transatlanticism |
| 2005 ‏ | "Soul Meets Body"                 | #60        | #5              |                     | Soul Meets Body                 | Plans            |
| 2006 ‏ | "Crooked Teeth"                   |            | #10             | #69                 | Crooked Teeth                   | Plans            |
| 2006 ‏ | "I Will Follow You Into the Dark" |            | #28             | #66                 | I Will Follow You Into the Dark | Plans            |

## مواقع أخرى
- (بالإنجليزية) Site officiel

## Notes
https://web.archive.org/20070427043539/www.pitchforkmedia.com/article/feature/10168-live-death-cab-for-cutie

## روابط خارجية
- دايث كاب فور كيوتي على موقع IMDb (الإنجليزية)
- دايث كاب فور كيوتي على موقع الموسوعة البريطانية (الإنجليزية)
- دايث كاب فور كيوتي على موقع ميوزك برينز (الإنجليزية)
- دايث كاب فور كيوتي على موقع رولينغ ستون (الإنجليزية)
- دايث كاب فور كيوتي على موقع أول ميوزيك (الإنجليزية)
- دايث كاب فور كيوتي على موقع ديسكوغز (الإنجليزية)